# 박형욱
박형욱(朴亨旭, 1969년 4월 21일 ~ )은 대한민국의 성우다.

## 약력
- 서울교통공사 승강장 안내방송[1]
- 대구교통공사 승강장 안내방송[2]
- 광주도시철도공사 승강장 안내방송[3]
- 인천교통공사 1호선 승강장 안내방송[4]
- 인천교통공사 2호선 승강장 안내방송[5]

## 학력
- 1985년 ~ 1988년 : 숭의여자고등학교
- 1988년 ~ 1992년 : 한국외국어대학교 영어,불어 학사
- 1995년 ~ 1998년 : 연세대학교 언론홍보대학원 방송학 석사
- 2011년 : 숙명여자대학교 대학원 정보방송학과 박사과정 수료

## 출연

### 애니메이션
- 덱스터의 실험실 (카툰네트워크) - 엄마
- 소피는 말썽꾸러기 (EBS1) - 카밀
- 저스티스 리그 (카툰네트워크) - 원더우먼
- 롤러코스터보이 노리 (KBS) - 롤리걸, 몬로
- 마호로매틱 (채널J) - 주수현

### 영화
- 개구쟁이 데니스 2 (SBS)
- 금지옥엽 (KBS)
- 나쁜 녀석들 (KBS)
- 늑대의 제국 (KBS) - 마리(산드라 모레노) / 비서(에로디 나바레)
- 데스퍼레이트 (SBS)
- 디어 헌터 (KBS)
- 매디슨 카운티의 다리 (KBS) - 베티(필리스 라이온스)
- 메달리온 (SBS) - 인터폴 요원(네일리 콘로이) / 스네이크 헤드의 부하(니콜라 버윅)
- 방세옥 (SBS) - 상인
- 산타클로스 (KBS)
- 위험한 진실 (KBS)
- 첩혈속집 (SBS)
- 컨스피러시 (SBS)

### 외화
- 명탐정 브라운 신부 (평화방송) - 펠시리아(낸시 캐롤)

### 방송
- 고향의 아침 (KBS2)
- 과학카페 (KBS)
- 막돼먹은 영애씨 (tvN)
- 무엇이든 물어보세요 (KBS1·KBS2[6])
- 이것이 인생이다 (KBS)
- 사랑의 가족 (KBS)
- 사랑의 카네이션 기행 (KBS)
- 실화극장 그날 (채널A)
- 세상보기 시시각각 (MBC)
- 스토리 잡스 (TV조선)
- 특종! 사건파일 (KBS)
- 여유만만 (KBS)
- 우리말 겨루기 (KBS1)
- 체험 지구촌 홈스테이지 (SBS)
- 희망릴레이 우리는 한가족 (KBS)
- TV비평 시청자데스크 (KBS)
- TV클리닉 당신의 건강은? (KBS)
- 피플 세상속으로 (KBS1)
- 정도전 (KBS)
- 징비록 (KBS)
- 장영실 (KBS)
- 잘먹고 잘사는법 (SBS)
- 시청자칼럼 우리사는 세상(KBS)
- 다큐 세상 - 말 산업, 미래를 향한 도전 (KBS1)
- 다큐 시선 80회 : 반짝반짝 황혼 일기 (EBS1)
- 채널A 특별기획 41회 : 주름을 보면 건강이 보인다 (채널A) - 내레이션
- 채널A 특별기획 43회 : 비타민 D의 경고 (채널A) - 내레이션
- 채널A 특별기획 45회 : 황혼과 청춘사이, 관절이 답하다! (채널A) - 내레이션
- 팔도밥상 플러스 (LG헬로비전) - 내레이션
- 다큐On 96회 : 도전, 농촌에서 살아보기 1부 - 인생 2막 귀농 열차 / 98회 : 도전, 농촌에서 살아보기 2부 - 농촌에(愛) 실이 있다 (KBS1) - 내레이션
- 태종 이방원 (KBS) - 내레이션
- 재난방송 - 내레이션

라디오 방송
- 라디오 여행기(마음의 고향을 찾아가는 여행 - 포구)(KBS 제3라디오)
- 라디오 여행기(이 또한 지나가리라) (KBS 제3라디오)

### 안내방송
- 서울교통공사 승강장 안내방송
- 서울 지하철 9호선 승강장 안내방송
- 인천교통공사 승강장 안내방송[7]
- 대구 도시철도 승강장 안내방송
- 광주 도시철도 승강장 안내방송
- 용인에버라인 승강장, 열차내 안내방송
- 의정부경전철 열차내 안내방송
- 한국철도공사 승강장 안내방송 (2019년부터 TTS로 개정)
- 부산도시철도 승강장 안내방송[8]
- 우이신설경전철 승강장안내방송

### 버스 안내방송
- 금호고속·금호속리산고속 안내방송 (2010년 ~ 2014년)

## 수상 경력
- 1995년 KBS 라디오 신인 여자 연기상 수상